# مقارنة بين كرة القدم (الأم) وكرة قدم الصالات (الخماسيات)

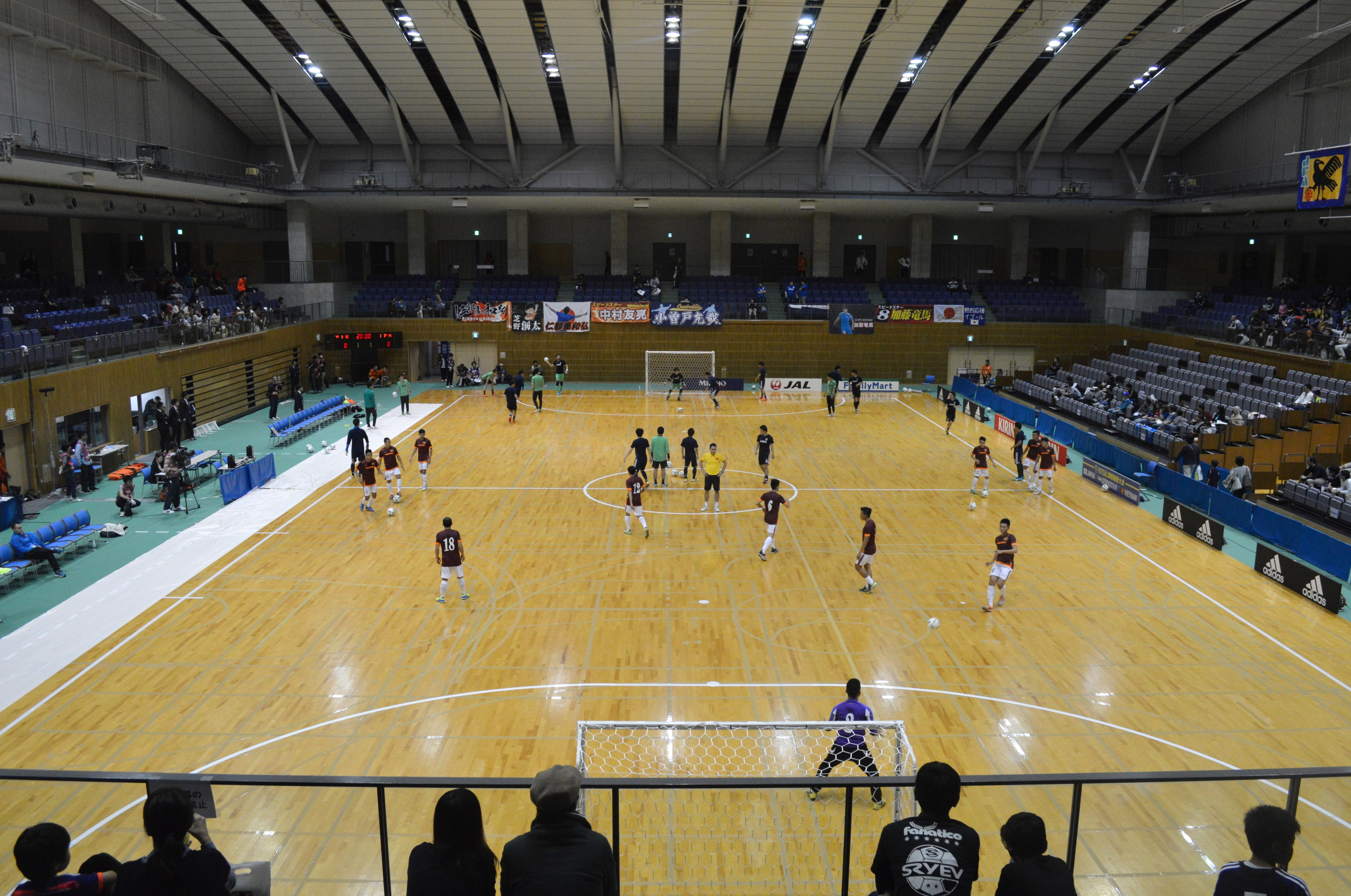
مباراة كرة قدم خماسية في بطولة اليابان

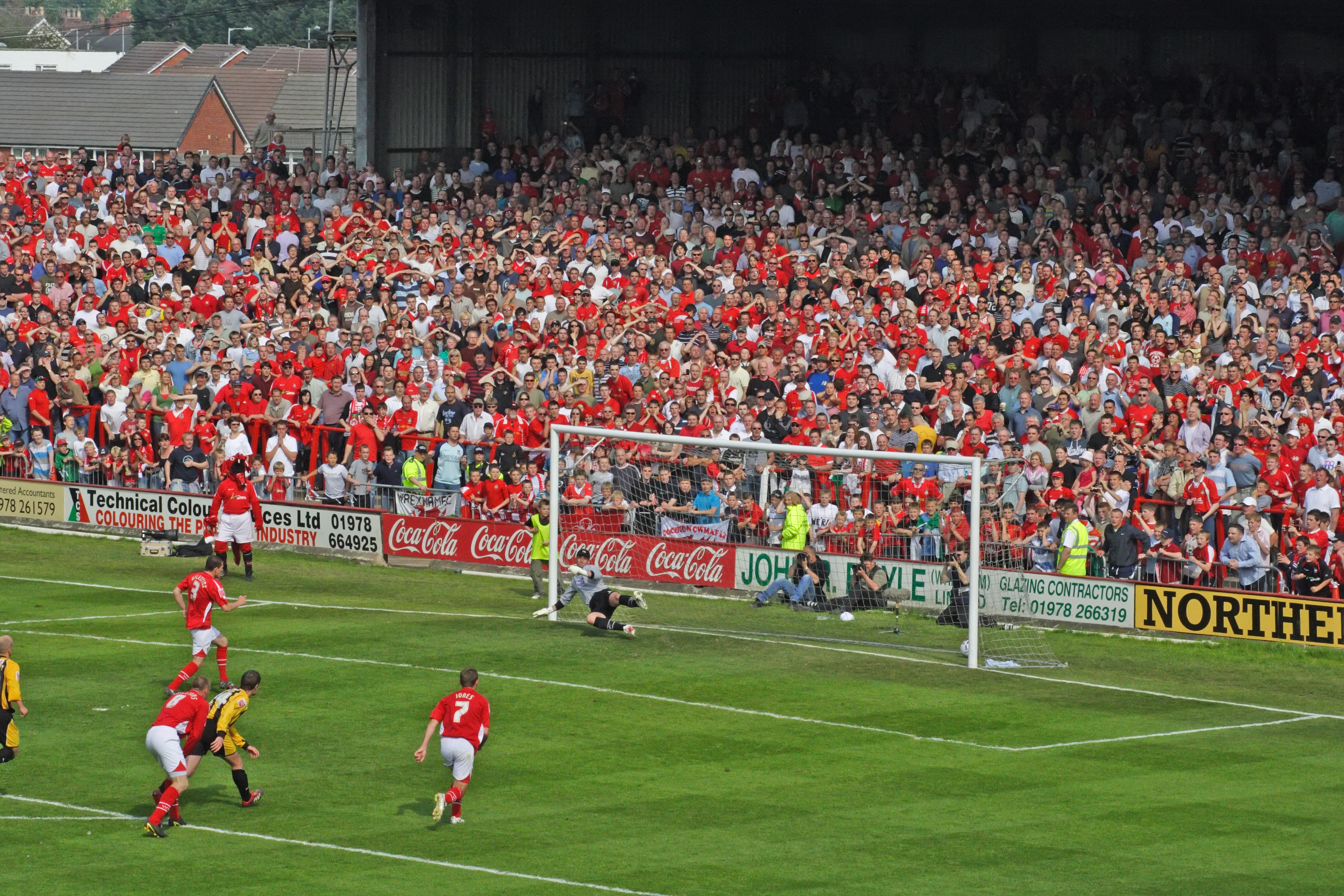
لحظة تسجيل هدف في مباراة كرة قدم

انتشرت كرة قدم الصالات في ثلاثينيات القرن الماضي في أمريكا الجنوبية كنسخة معدلة من كرة القدم (الأم)، حيث أخذت منها بعض العناصر وطبقتها في بيئة مغلقة لكي يتمكن اللاعبون من اللعب أثناء الأحوال الجوية السيئة، ومع مرور الوقت تطورت كلتا الرياضتين وهو ما أدى إلى تكوَن تشابهات واختلافات فيما بينهما.
كلتا الرياضتين لديها 17 قانوناَ لتنظيم اللعب، وهي جميعها تغطي نفس الموضوع على الرغم بأن هنالك اختلافات في بعض النقاط.

## التشابهات

### منطقة اللعب
منطقة اللعب المخططة: كلتا الرياضتين تلعبان في منطقة لعب مستطيلة لها خطوط، ودائرة تتمركز في الوسط بحيث تبعد المسافة نفسها بين المرميين. كما أن الخطوط الطولية تسمى بخطوط التماس بينما الخطوط العرضية تسمى خطوط المرمى.
الزوايا: عند تلاقي خطوط التماس وخطوط المرمى فإن تلك النقاط تعرف بالزوايا (الركنيات)، ويوجد عليها ما يسمى (قوس الركنية) على شكل ربع دائرة.
منطقة الجزاء: كلتا الرياضتين تملكان منطقة جزاء تمتد مساحتها من عارضة كل مرمى، ومن ثم هنالك خط يصل بينهما بالتوازي مع خط المرمى.
المرمى: يوضع المرمى في منتصف خط المرمى، مع قائمين يحدَان المرمى ويبعدان المسافة نفسها عن منتصف المرمى، ويكون القائمان متصلين من الأعلى بما يسمى بالعارضة.

### البدايات والتوقفات
التسجيل: يحتسب الهدف إذا تجاوزت الكرة كاملة خط المرمى من بين قائمي المرمى.
التوقفات المقيدة: تعد الكرة خارج الملعب في كلتا الرياضتين عندما تتجاوز كاملة خط المرمى أو خط التماس، ويحصل الفريق المهاجم على ضربة ركنية إذا أخرج الفريق المدافع الكرة من خط المرمى. وفي كل من الخماسيات وكرة القدم (الأم) يجب أن يكون على الأقل جزء من الكرة وراء خط التماس قبل أن تعود الكرة إلى الملعب ويستأنف اللعب.
ضربات البداية: يستأنف اللعب بضربات البداية في كلتا الرياضتين مع بداية كل شوط أو عند تسجيل هدف. أما إسقاط الكرة فإنه يحدث في حال توقف اللعب لأي سبب ليس مدرجاّ تحت قوانين اللعبة.

### الأخطاء
الأخطاء الحرة المباشرة: توجد عشرة أخطاء متماثلة تتسبب في ضربة حرة مباشرة وفي حال وقوع أحد هذه الأخطاء في منطقة الجزاء فإن الخطأ يحتسب ضربة جزاء.
مبدأ إتاحة اللعب: يسمح الحكم باستكمال اللعب إذا كان إيقافه سيصب في مصلحة الفريق المرتكب للخطأ.
البطاقات الصفراء والحمراء: تتشابه آلية الإنذار والطرد المتعلقة باحتساب ضربات حرة، على الرغم من أنه في كرة القدم (الأم) يبتعد لاعبو الخصم عن الكرة مسافة لا تقل عن 9.15 متراّ حتى يبدأ اللعب بينما في الخماسيات فإن كل لاعبي الخصم يبتعدون مسافة لا تقل عن 5 أمتار عن الكرة حتى يبدأ اللعب.

### التنوع
قوانين اللعبة: في عام 2016، قامت الهيئة العليا (فيفا) لكلا اللعبتين بتحديد قوانين كل لعبة عن طريق المجلس الدولي لكرة القدم. وتتكون الفيفا من: اتحاد كرة القدم الإنجليزي(العام)، واتحاد كرة القدم الأسكتلندي، واتحاد كرة القدم الويلزي، واتحاد كرة القدم الأيرلندي.

## الاختلافات

### النطاق والسرعة ومساحة الملعب

صورة لملعب الخماسيات

مساحة الملعب: تمثل مساحة ملعب الخماسيات تقريباّ ثلث مساحة ملعب كرة القدم (الأم)، وتكون الكرة المستخدمة في الخماسيات أصغر بستة سم في المتوسط بجانب أن نسبة ارتدادها تكون أقل بنسبة 30% مقارنة بكرة القدم الأم، بالتالي فإنه من البديهي أن يكون عدد لاعبي فريق الخماسيات أقل وهو (خمسة لاعبين بما فيهم الحارس) بينما عدد لاعبي فريق كرة القدم (الأم) هو (11 لاعباَ بما فيهم الحارس).
تخطيط الملعب: على الرغم من وجود تشابه في هذه النقطة إلا أن هنالك اختلافات أكثرها متعلق بمنطقة الجزاء، ففي كرة القدم (الأم) تكون منطقة الجزاء على شكل مستطيل وهي تقريباّ تعادل المساحة الأدنى لملعب الخماسيات، أما في الخماسيات فمنطقة الجزاء هي عبارة عن نصف دائرة ويبعد نصف قطرها 6 أمتار عن قوائم المرمى باتجاه الملعب.
زيادة الأهداف المحرزة: وبسبب هذا فإن التركيز قد ازداد، حيث أن سرعة اللعب وكميات الأهداف المسجلة في الخماسيات أكثر من كرة القدم (الأم). فعلى سبيل المثال خلال بطولة كأس العالم للخماسيات عام 2016 كان متوسط الأهداف المسجلة 6.77 في كل مباراة، بينما كان متوسط الأهداف في كرة القدم الأم في نفس العام 2.67 هدفاّ لكل مباراة.
لون الملعب والأرضية: يجب أن يكون لون الملعب في كرة القدم (الأم) أخضراً بلون العشب الطبيعي أو بلون العشب الصناعي البديل، في حين يكون ملعب الخماسيات مسطحاً وناعم الملمس والسطح، ويفضل أن يكون من الخشب أو المواد الصناعية. ويسمح باستخدام العشب الصناعي ولكن ليس في البطولات العالمية كما أن كرة الصالات تتطلب مهارات فنية.

### الحكام
عدد الحكام
في أي مباراة في كرة القدم (الأم) غالباً ما يكون هنالك حكم الساحة وهنالك حكمان مساعدان أيضاً، بينما في كرة الصالات يكون فيها الحكم الأول والحكم الثاني. ويعد نظام الحكام الثلاثة في كرة القدم (الأم) أكثر وضوحاً في تمييز الأخطاء ضمن الفريق المختص من نظام الحكمين في الخماسيات.
كما يوجد في مباريات الخماسيات المهمة ما يسمى بالحكام المساعدين «الرسميين» وهم حكام احتياطيين يكونون بدلاء أو في محل الحكم الثالث (في الغالب يراقب التغييرات والمُهل الزمنية) أو في محل ميقاتي (وهو المسؤول عن الاحتفاظ بسجل الوقت والأهداف المسجلة وفقاً لتقدير الحكم.
الفرق في قيادة الطاقم التحكيمي: في كرة القدم (الأم) تخضع القرارات التي ضمن صلاحيات الحكام المساعدين فنياً للقرار النهائي الذي يصدره حكم الساحة. ولكن فنياً هذا ليس هو الحال في الخماسيات، حيث أن الحكمين (الأول والثاني) متساويين في كل الصلاحيات ماعدا التوقيت، وقرارات تعليق المباريات أو إلغاءها. ولكن تطبيقياً يعد الحكم الثاني تابعاً إلى الحكم الأول ومن المتوقع أن يُؤجل قرارات الحكم الثاني إذا حدث اختلاف بينهما، على الرغم من أن هذا أقل ندرة في حدوثه من كرة القدم (الأم).
تمركز الحكام: في نظام الحكام الثلاثة يتمركز الحكام المساعدين على خط التماس الأيمن من كلا الفريقين المهاجمين بحيث يكون على نفس الخط مع المدافع الأخير أو منتصف الملعب أو الكرة. وفِي ما يعرف ب«نظام التحكم القطري» فإن أفضل موقع للحكم الأول هو أن يكون في مسافة متساوية عن الكرة وعن الحكام المساعدين بحيث يتيح له ذلك مراقبة اللعب وإجراء المحادثات إذا لزم الأمر. وفِي الخماسيات يتحرك الحكام على امتداد خط التماس للملعب مع الحكم الأساسي والذي يتمركز أمام اللعب بينما يتمركز الحكم الثاني وراء اللعب وهو ما يمكن تشبيهه بما يحدث في كرة السلة. ويمكن القول بأن مواقع الحكام في الخماسيات شبيهة بمواقع الحكام في كرة القدم (الأم) حيث يحاولون البقاء على الخط نفسه مع المدافع الأخير أو الكرة، ولكن الاختلاف عن كرة القدم (الأم) هو أن الحكام لا يقفون عند خط منتصف الملعب.

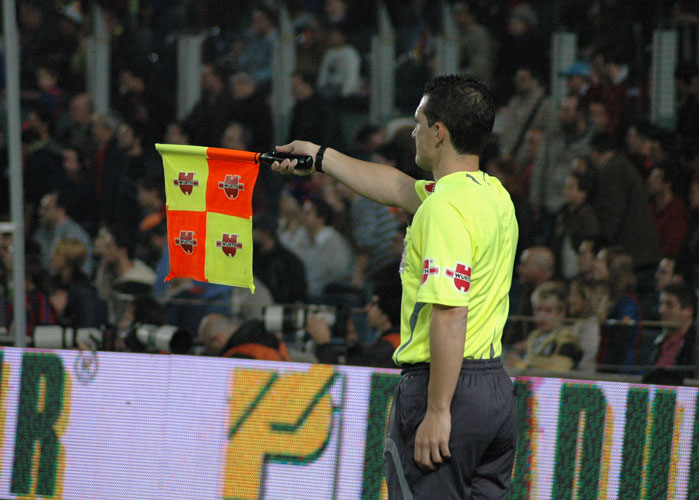
حكم مساعد في كرة القدم (الأم)

إشارات الحكم: يحمل الحكّام المساعدون (حكّام الراية) في كرة القدم (الأم) أعلاماً دائماً لتوضيح قراراتهم بتحريك الأعلام، ولكن في الخماسيات الحكّام المساعدون لا يحملون أعلاماً إلا أن إشاراتهم قريبةٌ من إشارات حكام الراية لتوضيح أن الكرة قد خرجت.

### مدة المباراة
تختلف مدة المباراة بناءً على اختلاف الدوري، ولكن حتى في أرفع البطولات في كلا الرياضتين فإن المباراة تقسم إلى شوطين يكونان متساويين في المدة، ويسمح بالوقت الإضافي أن يلعب حسب قرار الحكم وذلك لتعويض الوقت الضائع أثناء المباراة. ففي كرة الخماسيات يكون كل شوط مقنناً بمدة عشرين دقيقة وأما في كرة القدم (الأم) فإن وقت الشوط يكون خمسة وأربعين دقيقة. كما أنه يُسمح للفرق بأن توقف اللعب مرةً واحدةً في كل شوط، وهو ما لا يُسمح بحدوثه في كرة القدم (الأم).

### الأخطاءالتراكمية
على خلاف كرة القدم (الأم) فإنه في الخماسيات يُنظر للأخطاء المحتسبة لكل فريق في المباراة وتُمنح ضربة حرة مباشرة للفريق المنافس، وهو ما يسمى بالأخطاء التراكمية.
عند حدوث الخطأ السادس على أيّ الفريقين في الشوط أو أي خطأ بعده فإن الضربة الحرة تمنح للفريق المنافس على علامة الجزاء الثانية. وكذلك لا يُطبق مبدأ إتاحة الفرصة (الأفضلية) بعد الخطأ السادس بحيث يقوم الحكام باحتساب ضربة حرة مباشرة من خارج المنطقة وتكون فرصةً حقيقية للتسجيل. أيضاً بعد حدوث الخطأ السادس يُمكن للاعب المعرقل أن ينفذ الخطأ من مكان حدوث العرقلة أو من علامة الجزاء الثانية، وفِي ملاعب الخماسيات المعتمدة فإن هذه النقطة (علامة الجزاء الثانية)تبعُد مسافة 10 أمتار عن المرمى وتبعد علامة الجزاء (الأولى) 6 أمتار عن المرمى.
وعلى خلاف ضربات الجزاء فإن الحارس يجب عليه أن يبتعد مسافة 5 أمتار على الأقل عن نقطة تنفيذ الضربة الحرة ولا يجب عليه أن يبقى على خط المرمى حتى تُلعب الكرة وينفذ الخطأ. وعلى اللاعب الذي ينفذ الخطأ أن يسدد باتجاه المرمى وعلى بقية اللاعبين أن يبقوا خلفه حتى تُلعب الكرة.

### التسلل
يعد اللاعب متسللاً في كرة القدم (الأم) إذا كان وحيداً خلف خط منتصف الملعب، أو خلف آخر مدافعي الفريق المنافس أو خلف الكرة عند اللحظة التي يلمس فيها أحد زملائه في الفريق الكرة، ويستثنى من ذلك كله زميله الذي ينفذ ركلة مرمى أو رمية تماس أو ركلة ركنية.
يُحتسب الخطأ إذا كانوا في موقع تسلل ومتدخلين مع الخصم بحيث يكونون مشتركين في الهجمة أو نالوا أفضلية من وجودهم في محل تسلل. أما في الخماسيات، فليست هناك قوانين مشابهة لقانون التسلل، وهناك بعض القوانين الدالّة على أنه لا يوجد قانون للتسلل.

### استئناف اللعب
استئناف اللعب من خط المرمى (الدفاعي)ومن خط التماس: تختلف طريقة لعب كلٍ من ركلة المرمى بالقدم ورمية التماس التي تلعب باليد في كرة القدم (الأم) عن الخماسيات حيث أنها تسمى رمية مرمى وركلة تماس. ففي أثناء مباراة خماسية إذا أخرج الفريق المهاجم الكرة من خارج خط المرمى، فإن حارس المرمى يعيد الكرة ويستأنف اللعب بكرة مرمى بحيث يرمي الكرة للاعب خارج منطقة الجزاء. وكذلك عندما يُخرج الفريق الكرة من خط التماس فإن الفريق المنافس يستأنف اللعب عندما يقوم أحد أعضائه بركل الكرة لأحد زملائه بدلاً من رميها باليد.
سرعة الإستئناف: إذا خرجت الكرة من ملعب الخماسيات لرمية مرمى أو ركلة تماس أو ركلة ركنية فيجب أن تُلعب الكرة في غضون أربع ثوان. وعندما يستحوذ الحارس على الكرة في منتصف ملعب فريقه فإنه يجب عليه أن لايزيد عن أربع ثوان من لحظة الاستعداد وحتى لعب الكرة. وأما فِي كرة القدم يُمنح الحارس ست ثواني لإفلات الكرة من يديه ولكن غالباً ما يتغاضى الحكم عن هذه القاعدة طالما أن الحارس يحاول جاهداً أن يلعب الكرة.

### التبديلات
في كلتا الرياضتين يحق للحكم أن يقرر إذا كان هناك لاعبون بدلاء يستطيعون الدخول أو لا. ولكن في الخماسيات يمكن أن تحدث التغييرات أثناء اللعب شريطة أن خروج اللاعبين الخارجين يكون متزامناّ مع دخول البدلاء من خلال منطقة معينة. أما في كرة القدم (الأم) يجب على اللاعبين الانتظار حتى يوقف اللعب كي يدخلوا إلى الملعب وذلك لا يتم إلا بعد إخطار الحكم عن التغييرات. وعلى الرغم من وجود الكثير من الاختلافات في البطولات ذات المستوى الرفيع إلا أن كل فريق يمنح ثلاثة تغييرات في كل مباراة.

### ضربة الجزاء
في كرة القدم (الأم) توضع الكرة في ضربات الجزاء على نقطة في منتصف المنطقة تسمى نقطة الجزاء وتبعد 12 ياردة عن المرمى. أما في الخماسيات، تمنح ركلة الجزاء على نقطة الجزاء الأولى بشكل مماثل للكرة (الأم)، ولكنها تبعد6 أمتار عن نقطة منتصف المرمى.